# 刘台拱
劉台拱（1751年—1805年），字端臨、一字江嶺、一字子階，江蘇寶應人，清代學者。

## 生平
乾隆十六年（1751年）出生，幼不好戲，六歲時母朱氏卒，十五歲從鄉里王雒學，見王予中、朱正泉書，遂篤志程朱之學，以《三禮》尤精研之。乾隆三十六年（1771年）江南乡试第八十九名。屢赴會試不第。端临早年居扬州时，与汪中、朱彬友善。在京期间，与京城重要学者如戴震、翁方纲、邵晉涵、程瑤田、王念孙等交游论学，“每發一義，諸老先生莫不折服，以為好學深思知其義者，莫先生若也”，从此扬名。後任鎮江丹徒縣訓導，十七年身奉此職，未再遷官。嘉慶十年（1805年）卒。

## 成就
劉台拱與汪中、王念孫合稱“揚州三通人”，汪中曾指出：“是时，古学大兴，元和惠氏、休宁戴氏，咸为学者所宗。自江以北则有王念孙为之唱，而君（李惇）和之，中及台拱继之，并才力所指，各成其学。虽有讲席，不相依附。”，是經學大師劉寶楠的族叔。著有《論語駢枝》、《方言補校》等，有《劉氏遺書》（《劉端臨先生遺書》）八卷傳世。

## 延伸阅读
[在维基数据编辑]
 《清史稿/卷481》，出自趙爾巽《清史稿》